# 1159
Cette page concerne l'année 1159  du calendrier julien. Pour l'année 1159 av. J.-C., voir 1159 av. J.-C.
L'année 1159 est une année commune qui commence un jeudi.

## Événements
- 12 avril : entrée solennelle de Manuel Comnène à Antioche[1], après que Renaud de Châtillon, prince d’Antioche, a demandé pardon au basileus. Manuel parvient à imposer sa suzeraineté aussi bien aux États turcs d’Asie Mineure qu’à la principauté franque d’Antioche. La puissance byzantine aux frontières bloque la situation en Syrie entre Nur ad-Din et les Francs.

- Mai - juin : une puissante armée franco-byzantine commandée par Manuel Ier Comnène, Renaud de Châtillon  et Baudouin III se rassemble au nord de la Syrie et avance vers Alep. Nur ad-Din envoie des ambassadeurs. Manuel Comnène accepte ses propositions de paix en échange d’une alliance contre le sultan d’Iconium Kılıç Arslan[2] et la libération de tous les captifs chrétiens détenus dans les prisons musulmanes, puis quitte la Syrie pour Constantinople[3].

- 12 juillet : les Almohades conduits par Abd al-Mumin se présentent devant Tunis qui se soumet[4].
- 9 décembre : début de la rébellion de Heiji au Japon. Minamoto no Yoshitomo et Fujiwara no Nobuyori profitent du départ en pèlerinage de Taira no Kiyomori, devenu protecteur de l’empereur Go-Shirakawa, pour attaquer dans la nuit le palais de Sanjo et capturer Go-Shirakawa et son fils Nijō. Ils sont vaincus l’année suivante par Kiyomori, revenu en hâte à Kyôto pour sauver l’empereur. Le clan Taira évince les Fujiwara et domine la cour jusqu'en 1181[5].

### Europe
- Avril : reconstruction de Lübeck, cédée après sa destruction par Adolphe de Holstein à Henri le Lion, qui lutte contre les Obodrites (1158, 1160, 1163, 1164) et organise les marches de l’Est et la Poméranie[6]. La ville obtient les franchises communales[7]. Tout vassal y ayant résidé un an devient libre.

- Juin : Henri II Plantagenêt s’empare de Cahors et Rodez, mais échoue en juillet[8] devant Toulouse où s’est enfermé Louis VII, venu au secours du comte Raymond V. Henri se retire fin septembre devant son suzerain[9].

- 29 juin : Pierre Lombard devient archevêque de Paris (fin en 1160)[10].

- 2 juillet : début du siège de Crema, alliée de Milan, par les forces de Crémone. L’empereur Frédéric Barberousse rejoint le 9 juillet ses alliés italiens (Crémone, Bergame, Lodi et Côme) avec des troupes de Souabe, de Rhénanie et de Bohême. La ville capitule en janvier 1160[11].

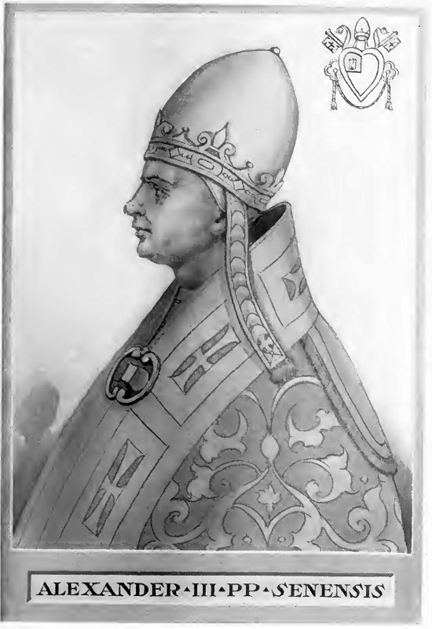
7 septembre : élection du pape Alexandre III.

- 7 septembre : élection du pape Alexandre III (fin de pontificat en 1181)[12]. Le pape Adrien IV se heurte à Frédéric Barberousse et doit fuir Rome. Après sa mort le 1er septembre, le cardinal Rolando Bandinelli est élu malgré l’opposition de Frédéric Barberousse. Une grande partie de son pontificat est consacrée à la politique et à la lutte contre Frédéric Ier qui veut imposer sa primauté au Saint-Siège et dominer de façon permanente l’Italie du Nord.

- 4 octobre : début du pontificat de l’antipape Victor IV, élu par les partisans de l’empereur (fin en 1164) ; un concile est convoqué par Barberousse à Pavie pour régler le schisme ; il confirme l’élection de Victor IV (février 1160)[12].

- Début du règne d’Étienne Nemanja en Serbie (1159-1195)[13]. En 1163 Manuel Ier Comnène lui donne à Niš la région de Dubočica comme fief héréditaire. Après avoir vaincu ses frères, il se proclame grand żupan en 1166[14].

- Expéditions de Valdemar Ier de Danemark contre les Wendes (fin en 1179). Il dévaste la région de Barth[15].

- Thierry d’Alsace crée les ports de Gravelines et de Nieuport (entre 1159 et 1163)[16].